# Nosodendron madagascariense
Nosodendron madagascariense är en skalbaggsart som beskrevs av Charles A. Alluaud 1896. Nosodendron madagascariense ingår i släktet Nosodendron och familjen almsavbaggar. Inga underarter finns listade i Catalogue of Life.